# Misstrauensvotum
Als Misstrauensvotum wird in einem parlamentarischen Regierungssystem ein mehrheitlicher Parlamentsbeschluss bezeichnet, der die Regierung, den Regierungschef oder einen bestimmten Minister absetzt, wenn die Verfassung diese Möglichkeit vorsieht. Ein Misstrauensvotum enthebt denjenigen, gegen den es gerichtet ist, seines Amtes.
Wenn es nicht mit der gleichzeitigen Benennung eines Nachfolgers verbunden ist, wird es als destruktives Misstrauensvotum bezeichnet. Bei einem konstruktiven Misstrauensvotum wird hingegen gleichzeitig ein neuer Kandidat gewählt. Dadurch übernimmt das Parlament die Verantwortung, eine Regierungskrise zu entschärfen, indem es im Moment des Vertrauensentzuges auch neues Vertrauen ausspricht, also die exekutive Macht gleichzeitig neu ausrichtet und gestaltet, statt lediglich seine Ablehnung der bisherigen Regierung zu demonstrieren. Ist ein konstruktives Misstrauensvotum rechtlich festgelegt, schließt dies typischerweise die Möglichkeit eines destruktiven Misstrauensvotums aus.
Dem Votum geht der Misstrauensantrag voraus. In den Verfassungen der meisten Staaten muss der Antrag von einer Mindestanzahl Abgeordneter unterstützt bzw. unterzeichnet werden (etwa einem Viertel) und die darauf folgende Abstimmung (das Misstrauensvotum) innerhalb einer bestimmten Frist stattfinden.
Das (konstruktive) Misstrauensvotum ist in Deutschland in Art. 67 Grundgesetz (GG) bzw. § 97 GOBT (dort als „Mißtrauensantrag gegen den Bundeskanzler“) geregelt. Es ist von der Vertrauensfrage im Sinne des Art. 68 GG zu unterscheiden.

## Deutsche Bundesebene

### Verfassungsrechtliche Grundlage
Der Art. 67 (GG) – seit seiner Verkündung am 23. Mai 1949 unverändert – lautet wie folgt:
(1) Der Bundestag kann dem Bundeskanzler das Mißtrauen nur dadurch aussprechen, daß er mit der Mehrheit seiner Mitglieder einen Nachfolger wählt und den Bundespräsidenten ersucht, den Bundeskanzler zu entlassen. Der Bundespräsident muß dem Ersuchen entsprechen und den Gewählten ernennen.

### Entstehung
Die Weimarer Verfassung (WRV) von 1919 verfügte ihrem Wortlaut nach über keine ausreichenden Sicherungen im Fall einer Regierungsunfähigkeit des Parlaments. So bestimmte Art. 54 WRV, dass „der Reichskanzler und die Reichsminister […] zu ihrer Amtsführung des Vertrauens des Reichstags“ bedurften. Jedes Mitglied der Reichsregierung musste zurücktreten, „wenn ihm der Reichstag durch ausdrücklichen Beschluss sein Vertrauen“ entzog. Auf diese Weise bestand für die Reichsregierung stets die Gefahr, von einer Mehrheit ohne einen gemeinsamen Regierungswillen, die ausschließlich gegen die Reichsregierung gerichtet war, gestürzt oder durch die Herauslösung einzelner Minister destabilisiert zu werden. Dies wurde vielfach von extrem linken und extrem rechten Kräften genutzt, deren einzige politische Gemeinsamkeit die Ablehnung der parlamentarischen Demokratie war. Dass eine ganze Regierung durch ein Misstrauensvotum gestürzt wurde, kam in der Weimarer Republik nur zweimal vor: Am 18. Mai 1926 entzog der Reichstag auf Antrag der DDP der Regierung Luther das Vertrauen, am 12. September 1932 war der Misstrauensantrag der KPD gegen das Kabinett Papen mit 512:42 Stimmen bei fünf Enthaltungen erfolgreich. 

Dieses Problem hatten auch Staatsrechtslehrer gesehen. Seit 1927 forderten Verfassungsrechtler, zuerst Heinrich Herrfahrdt, einen verfahrensmäßigen Zusammenhang von „Approbation“ und „Reprobation“ (Erich Kaufmann) herzustellen, also den Sturz einer Regierung nur noch dann zu erlauben, wenn eine mehrheitsfähige Alternative vorhanden war. Vor allem Carl Schmitt hatte diese Forderung in seiner 1928 erschienenen Verfassungslehre erhoben: 

„Wenn die Motive sich offen widersprechen und etwa Deutschnationale und Kommunisten für einen Misstrauensantrag stimmen, so schließt doch offenbar die Verschiedenheit der Motive das notwendige und vernünftige Korrelat eines Misstrauensbeschlusses, nämlich die Möglichkeit des Vertrauens und einer neuen Regierungsbildung aus. Der Misstrauensbeschluß ist dann ein Akt bloßer Obstruktion. Hier kann die Pflicht zum Rücktritt nicht bestehen, jedenfalls dann nicht, wenn gleichzeitig die Auflösung des Reichstags angeordnet wird.“

 Die herrschende Lehre, vertreten vor allem durch Gerhard Anschütz, folgte dem aber nicht. So formulierte Anschütz in seinem führenden Verfassungskommentar: „Der Ansicht Carl Schmitts, wonach ein Misstrauensbeschluss unwirksam sein soll, wenn die Motive der für ihn stimmenden Fraktionen ‚sich offen widersprechen‘, ist de lege ferenda vollauf zuzustimmen; dass sie bereits lex lata, m. a. W. aus Art. 54 als dessen Sinn herauszulesen sei, kann ich nicht zugeben.“
Die Reichsregierung reagierte in der Weimarer Staatskrise auf die Obstruktionsgefahr durch negative Mehrheiten, indem sie gemäß Art. 25 WRV (Parlamentsauflösungsrecht des Reichspräsidenten) die Volksvertretung auflöste. In der Zeit bis zur vorgeschriebenen Neuwahl (60 Tage nach Auflösung) regierte sie mit Hilfe sogenannter Notverordnungen, die auf die Maßnahmenbefugnis des Reichspräsidenten nach Art. 48 WRV gestützt wurden. Durch die Auflösung des die Regierung nicht stützenden Parlaments wurde dessen Recht zur Aufhebung von präsidialen Notverordnungen nach Art. 48 Abs. 3 („Die Maßnahmen sind auf Verlangen des Reichstags außer Kraft zu setzen“) unterlaufen.
Durch ständige Misstrauensvoten nach Art. 54 hätte das Parlament ohne Auflösung umgekehrt jede Regierungsbildung vollständig blockieren können.
Da die permanente Auflösung des Parlaments die Krise nur verschärfte, wurde ab Ende der 1920er Jahre nach Auswegen gesucht. Die Lösungsvorschläge waren sehr unterschiedlich. Ernst Fraenkel, der meist als „Vater des konstruktiven Misstrauensvotums“ bezeichnet wird, forderte etwa eine Verhinderung von Parlaments-Obstruktion durch Verfassungsreform: „Die Reform der Verfassung ist so zu gestalten, dass ein mehrheits- und handlungsunfähiger Reichstag alle Rechte und Möglichkeiten, deren ein Parlament bedarf, behält, während ein Parlament, das nicht im Stande ist, den maßgebenden Faktor staatlicher Willensbildung darzustellen, daran behindert wird, die anderen verantwortlichen Stellen handlungsunfähig zu machen.“ Dabei war sich Fraenkel durchaus bewusst, dass eine Verfassungsänderung gerade wegen des zu lösenden Problems nicht möglich war: „Der Ursprung der Schwierigkeiten, in denen wir uns befinden, ist in der Handlungsunfähigkeit des mehrheitsunfähigen Parlaments zu erblicken. Wäre mit dem bestehenden Reichstag eine Verfassungsreform möglich, so wäre diese Verfassungsreform überflüssig. Aus der Unmöglichkeit, die Verfassungsreform durch das Parlament durchführen zu lassen, ergibt sich deren Notwendigkeit.“ Fraenkel schlug daher eine autoritäre Änderung mit nachträglicher plebiszitärer Legitimierung vor. Andere meinten, man solle das konstruktive Misstrauensvotum einfach in die Verfassung hineininterpretieren und entsprechende Anträge einfach mit dem Hinweis ignorieren, Obstruktion entspreche nicht dem Geist der Verfassung. Die Reichsregierung von Schleicher dagegen wollte, nachdem alle Versuche einer lagerübergreifenden Zusammenarbeit gescheitert waren, einen übergesetzlichen Staatsnotstand ausrufen und den Reichstag dauerhaft auflösen. Dies sei durch den Eid des Reichspräsidenten, gemäß Art. 42 WRV „Schaden vom Volk abzuwehren“, gerechtfertigt.
Hier wird deutlich, dass die Obstruktionsmöglichkeit des Reichstags geeignet war, den Staat in eine verfassungswidrige Regierungspraxis zu drängen. Dieser fehlende „Zusammenhang von Approbation und Reprobation“ (Erich Kaufmann) galt daher als Schlüsselproblem der Weimarer Verfassung. Dabei war, entgegen der landläufigen Meinung, nicht das destruktive Misstrauensvotum (Art. 54 WRV) das Hauptproblem – dem konnte man mit einer geschäftsführenden Regierung begegnen –, sondern die Aufhebungsbefugnis präsidialer Notverordnungen (Art. 48 Abs. 3 WRV). Wenn ein Staatsorgan die Möglichkeit hatte, aus rein negativen Motiven jede Regierungstätigkeit zu blockieren, so war die Verfassung nicht krisenfest konstruiert. Genau diesen Fehler wollte man nach dem Zweiten Weltkrieg bei der Formulierung des Grundgesetzes vermeiden.
Daher war die Einführung eines konstruktiven Misstrauensvotums im Parlamentarischen Rat, der 1948/49 das Grundgesetz entwarf, zu keinem Zeitpunkt umstritten. Schon der Verfassungskonvent auf Herrenchiemsee hatte die Einrichtung des damals noch „positives Misstrauensvotum“ genannten konstruktiven Misstrauensvotums vorgeschlagen. Thomas Dehler von der FDP plädierte zwar noch für einen von Bundestag und Bundesrat gemeinsam gewählten Bundeskanzler, doch da dieser Vorschlag eine Regierungskrise nicht verhindern konnte, wurde er abgelehnt. Zunächst wurde eine Bestätigung der Bundesminister durch den Bundestag ebenso wie die Möglichkeit der Entfernung einzelner Minister aus dem Kabinett über ein destruktives Misstrauensvotum beschlossen; später wurden diese Vorschriften jedoch wieder verworfen, was die durch den Grundgesetzentwurf bereits verbesserte Stellung des Bundeskanzlers zusätzlich stärkte. Eine fundamentale Krise mit einem mehrheitsunfähigen Parlament, wie in den letzten Jahren von Weimar, würde jedoch auch die Verfassungsordnung des Grundgesetzes sprengen.

### Frist
Die vorgeschriebene Frist von 48 Stunden dient dazu, jedem Abgeordneten einerseits die Teilnahme an dieser wichtigen Abstimmung zu ermöglichen und ihm andererseits die Zeit zu geben, sich die Tragweite seiner Entscheidung nochmals bewusst zu machen. So soll verhindert werden, dass ein Abgeordneter seine Entscheidung durch situationsbedingte, temporäre Emotionen beeinflussen lässt.

### „Legitimität ist gleich Legalität“
Eine durch ein konstruktives Misstrauensvotum legal ins Amt gekommene Bundesregierung ist demokratisch vollständig legitimiert. Diese Feststellung traf das Bundesverfassungsgericht anlässlich einer Organklage gegen den Bundespräsidenten. Dieser hatte 1983 den Deutschen Bundestag aufgelöst, nachdem Bundeskanzler Helmut Kohl eine Abstimmung über die Vertrauensfrage absichtlich verloren hatte und so Neuwahlen herbeiführen wollte, da er und die ihn tragende Koalition aus CDU, CSU und FDP der Ansicht waren, dass eine neue Koalition nicht nur der Legalität des Grundgesetzes, sondern auch einer neuen Legitimation durch den Wähler bedürfe. Sie hatten daher bewusst in den Koalitionsverhandlungen vom September 1982 nur ein sogenanntes „Notprogramm“ formuliert, das die drängendsten wirtschaftspolitischen Fragen angehen sollte. Alle weiteren Fragen sollten dem Wähler vorgelegt werden.
In der Diskussion zwischen Bekanntwerden des konstruktiven Misstrauensvotums und der Bundesverfassungsgerichtsentscheidung vom 16. Februar 1983 war auch die Argumentation vertreten worden, die FDP sei mit dem „Versprechen“ der weiteren Zusammenarbeit mit der SPD in die Bundestagswahl 1980 gegangen; eine Aufkündigung dieser Zusammenarbeit und eine sich anschließende Kooperation mit der CDU/CSU ohne vorherige Neuwahl sei Wählertäuschung und illegitim, mindestens politisch, möglicherweise aber auch rechtlich. Andererseits wurde die Ansicht vertreten, dass CDU/CSU und FDP bereits vor dem konstruktiven Misstrauensvotum vereinbart hätten, bald Neuwahlen herbeizuführen; damit sei das Vertrauen, das die von diesen Parteien getragene Bundestagsmehrheit dem neuen Bundeskanzler ausgesprochen habe, beschränkt gewesen und eine Nichtdurchführung von Neuwahlen deshalb illegitim.
Das Bundesverfassungsgericht hat beiden Argumentationen mit der Formel „Legitimität ist gleich Legalität“ widersprochen: Aufgrund der verfassungsrechtlich formellen Legalität des Verfahrens ist auch die demokratische Legitimität der auf diese Weise ins Amt gekommenen Regierung in verfassungsgemäßer Weise gegeben. Eine weitergehende Legitimation ist nicht geboten. Es bezeichnete die Argumentation, eine durch konstruktives Misstrauensvotum an die Macht gekommene Regierung bedürfe einer besonderen demokratischen Legitimation, als „unverantwortliches Unterfangen“.
Diese Rechtsprechung wirkt in zwei Richtungen:
- Die Regierung hat keinen Gestaltungsspielraum hinsichtlich des Zeitpunktes der Bundestagswahl, indem sie die Vertrauensfrage einsetzt.
- Eine Regierung darf politisch die Frage nach „neuer“ politischer Legitimität nicht stellen. Denn sie ist als konstruktive Alternative angetreten. Daraus ergibt sich eine Stärkung des Repräsentationsprinzips und der parlamentarischen Kontinuität. In diesem Sinne ist die Regierung als Parlamentsregierung zu verstehen.

Zuletzt hat das Bundesverfassungsgericht zu diesem Thema in seinem Urteil zur Vertrauensfrage 2005 Stellung genommen.

### Voraussetzungen und Rechtsfolgen
Die in Art. 67 GG genannte Frist von 48 Stunden hat die Aufgabe, es dem bisherigen Bundeskanzler zu ermöglichen, mit dem Bundestag oder Teilen von ihm Verhandlungen zu führen, die eventuell zu seiner Nichtabwahl führen könnten. Außerdem sollen Überraschungsentscheidungen vermieden und es jedem Abgeordneten ermöglicht werden, an der Abstimmung teilzunehmen.
Nach § 97 Geschäftsordnung des Deutschen Bundestages muss der Antrag nach Art. 67 GG von mindestens einem Viertel der Mitglieder des Bundestages oder einer ebenso großen Fraktion unterzeichnet sein. Enthält der Antrag nicht den Namen einer zum Bundeskanzler zu wählenden Person, so darf er nicht auf die Tagesordnung gesetzt werden, da ein solcher Antrag nicht den Vorschriften des konstruktiven Misstrauensvotums genügt. Die Wahl erfolgt – wie die Wahl des Bundeskanzlers nach Art. 63 GG – mit verdeckten Stimmkarten, also geheim. Die Geschäftsordnung sieht auch die Möglichkeit vor, dass es bei der Abstimmung mehrere Kandidaten gibt. In jedem Fall benötigt der Gewählte die Stimmen der Mehrheit der Mitglieder des Bundestages.
Ist der Antrag nicht erfolgreich, so ergeben sich aus dieser politischen Niederlage der Antragsteller keine verfassungsrechtlichen Konsequenzen.
Ist der Misstrauensantrag jedoch erfolgreich, so muss der Bundespräsident den Beschluss des Bundestages vollziehen und die gesamte Bundesregierung sofort entlassen sowie den neuen Bundeskanzler ernennen. Er hat kein Mitspracherecht während des Verfahrens und keinen Entscheidungsspielraum wie bei der Auflösung des Bundestages nach der Vertrauensfrage. Allenfalls kann er die rechtlichen Voraussetzungen prüfen, etwa ob der Gewählte wählbar ist (passives Wahlrecht).
Damit endet auch die Amtszeit der bisherigen Bundesminister (Art. 69 GG), die auf Aufforderung des Bundespräsidenten jedoch ihr Amt – genau wie der für einige Minuten oder Stunden weiter amtierende ehemalige Bundeskanzler – bis zur Ernennung ihrer Nachfolger weiterführen müssen.

### Konstruktives Misstrauensvotum im Verteidigungsfall
Art. 115h Abs. 2 Satz 2 GG bestimmt: „Der Gemeinsame Ausschuß kann dem Bundeskanzler das Misstrauen nur dadurch aussprechen, dass er mit der Mehrheit von zwei Dritteln seiner Mitglieder einen Nachfolger wählt“.
Nach dem 1969 durch die Notstandsgesetze ins Grundgesetz eingefügten Art. 115h Abs. 2 GG kann während des Verteidigungsfalls und wenn der Bundestag nicht handlungsfähig ist, der Gemeinsame Ausschuss, der die parlamentarischen Aufgaben in einem solchen Fall übernimmt, dem Bundeskanzler nur dadurch das Misstrauen aussprechen, dass er mit der Mehrheit von zwei Dritteln seiner Mitglieder einen Nachfolger wählt. Ist der Bundestag handlungsfähig, so finden die Vorschriften des Art. 67 GG auch im Verteidigungsfall Anwendung.

### Misstrauensanträge ohne gleichzeitige Benennung eines Nachfolgers
Misstrauensanträge ohne gleichzeitige Benennung eines Nachfolgers sind in Deutschland unzulässig. Daher besteht auch nicht die Möglichkeit, dass ein einzelner Bundesminister aus der Bundesregierung durch den Bundestag entlassen wird (im praktischen Sinne – der Bundespräsident entlässt formal Bundesminister). Wollte der Bundestag einen Bundesminister unbedingt aus dem Amt entfernen, so müsste er den Bundeskanzler und damit die gesamte Bundesregierung stürzen und darauf vertrauen, dass der neu gewählte Bundeskanzler den umstrittenen Bundesminister nicht erneut ernennen lässt. Tut er es doch, so kann der Bundestag ihn allenfalls erneut stürzen, da nach Art. 64 GG die Bundesminister ausschließlich vom Bundeskanzler bestimmt werden.
Allerdings kann jeder Bundesminister (und auch der Bundeskanzler) vom Bundestag aufgefordert werden, von seinem Amt zurückzutreten. Obwohl der betreffende Bundesminister in der Regel dieser Aufforderung nachkommen würde, da er offenbar politisch nicht mehr das Vertrauen der Mehrheit des Bundestages (und damit nicht mehr aller Mitglieder der seine Bundesregierung tragenden Koalition) genießt, so ist er dazu verfassungsrechtlich in keiner Weise verpflichtet. Vielmehr ist ein solcher Antrag und ein entsprechender Beschluss des Bundestages nur deswegen verfassungsrechtlich zulässig und unbedenklich, weil er keinerlei verfassungsrechtliche Konsequenzen hat.

### Politische Wirkung
Neben der verfassungsrechtlichen Legalität und damit der – nach Rechtsprechung des Bundesverfassungsgerichtes – verfassungsrechtlichen Legitimität hat ein konstruktives Misstrauensvotum auch erhebliche politische Wirkung. Da in Deutschland Minderheitsregierungen äußerst selten und dann in der Regel kurzlebig sind, bedarf ein erfolgreiches konstruktives Misstrauensvotum stets einer Veränderung der politischen Ausrichtung von einigen Mitgliedern der bisherigen Mehrheit. So hatten vor dem konstruktiven Misstrauensvotum 1972 einige SPD- und FDP-Fraktionsmitglieder ihren Wechsel zur Union erklärt, vor dem Misstrauensvotum 1982 wechselte die FDP aus einer rot-gelben in eine schwarz-gelbe Koalition. Von den dadurch ihrer Regierungsmehrheit Beraubten wird eine solche Veränderung häufig als „Verrat“ und Wählertäuschung delegitimiert, diejenigen, die die Koalition wechseln, bezeichnen dies als zur Durchsetzung ihrer Interessen politisch notwendig.
Das konstruktive Misstrauensvotum erhält seine Besonderheit durch die Tatsache, dass nicht nur der bisherige Bundeskanzler abgewählt, sondern auch – und dies gleichzeitig – ein neuer Bundeskanzler bestimmt wird. Die Mehrheit, die den Bundeskanzler ablösen muss, muss sich also zur gleichen Zeit auf einen Nachfolger geeinigt haben, ansonsten ist der Antrag unzulässig. Durch diese Verpflichtung wird die starke Stellung des Bundeskanzlers in der Verfassungskonstruktion des Grundgesetzes betont: Es genügt zu seiner Abwahl nicht, dass er eine Mehrheit des Bundestages gegen sich hat; vielmehr muss der Bundestag eine Alternative zu ihm wählen.

### Geschichte des konstruktiven Misstrauensvotums in der Bundesrepublik
Bisher gab es in der Bundesrepublik Deutschland zweimal den Versuch, durch ein konstruktives Misstrauensvotum den amtierenden Bundeskanzler abzulösen:
| Datum           | Herausforderer (Partei) | Bundeskanzler (Partei) | Ja  | Nein | Enthaltung | abwesend / ungültig | Notwendig für Erfolg | Votum erfolgreich? |
| --------------- | ----------------------- | ---------------------- | --- | ---- | ---------- | ------------------- | -------------------- | ------------------ |
| 27. April 1972  | Rainer Barzel (CDU)     | Willy Brandt (SPD)     | 247 | 10   | 3          | 236                 | 249                  | nein               |
| 1. Oktober 1982 | Helmut Kohl (CDU)       | Helmut Schmidt (SPD)   | 256 | 235  | 4          | 2                   | 249                  | ja                 |

Damit ein Misstrauensvotum erfolgreich ist, muss es von mehr als der Hälfte der Abgeordneten befürwortet werden. Es reicht also nicht die Mehrheit der abgegebenen gültigen Stimmen. Enthaltung und Nicht-Teilnahme zählen wie eine Nein-Stimme. Daher war das Misstrauensvotum gegen Willy Brandt knapp gescheitert, obwohl es nur zehn Nein-Stimmen gab.

#### Rainer Barzel gegen Willy Brandt 1972

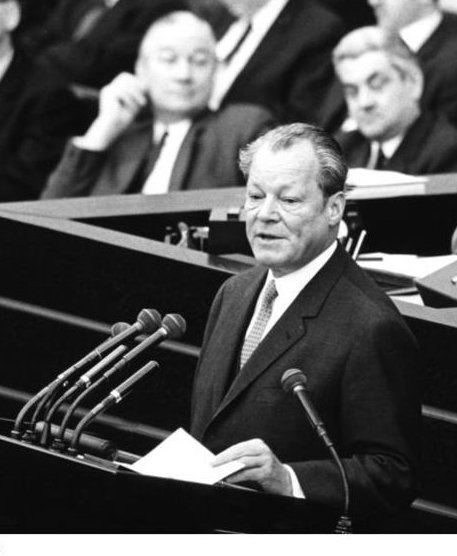
Willy Brandt, 1971 im Deutschen Bundestag

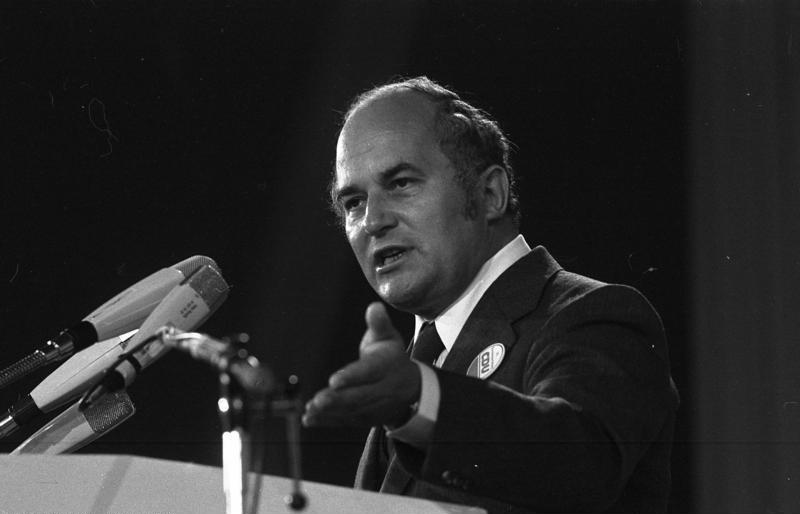
Rainer Barzel, 1972 auf einem Parteitag der CDU

Bald nach dem Antritt seiner aus SPD und FDP bestehenden Bundesregierung im Oktober 1969 bemühte sich Bundeskanzler Willy Brandt, neben die von Adenauer maßgeblich betriebene Westintegration auch die Aussöhnung mit den vom Nationalsozialismus stark betroffenen und nunmehr sozialistischen östlichen Nachbarn der Bundesrepublik zu stellen. Dazu wurden von bundesdeutscher Seite mit Polen (7. Dezember 1970) und der Sowjetunion (12. August 1970), später auch mit der DDR, Verträge abgeschlossen, die die Beziehungen zu diesen Ländern zu normalisieren versuchten. Insbesondere der Vertrag mit Polen, der die Oder-Neiße-Grenze faktisch festschrieb und womit die Bundesregierung den Anspruch auf die deutschen Ostgebiete, die nach dem Zweiten Weltkrieg von Polen und der Sowjetunion verwaltet wurden, aufgab, erzeugte massiven Protest von CDU/CSU und den Vertriebenenverbänden. Bereits im Oktober 1970 waren die Abgeordneten Erich Mende, Heinz Starke und Siegfried Zoglmann von der FDP zur CDU/CSU gewechselt. Am 29. Februar 1972 wechselte der Vertriebenenfunktionär Herbert Hupka von der SPD- zur CDU/CSU-Fraktion. Nachdem am 23. April 1972 auch der Abgeordnete Wilhelm Helms aus der FDP-Fraktion ausgeschieden war und die FDP-Abgeordneten Knut von Kühlmann-Stumm und Gerhard Kienbaum erklärt hatten, im Falle eines konstruktiven Misstrauensvotums gegen Brandt für seinen Gegenkandidaten zu stimmen, rechnete die CDU/CSU mit 249 sicheren Stimmen und stellte am 24. April 1972 den Antrag nach Art. 67 GG, über den drei Tage später abgestimmt wurde.
Den Anfang der Debatte am 27. April 1972 machte Altbundeskanzler Kurt Georg Kiesinger, indem er den Antrag der CDU/CSU-Fraktion begründete. Nach Reden von Herbert Wehner und Wolfgang Mischnick folgte der Bundesaußenminister und Vizekanzler, Walter Scheel. Er kritisierte in einem emotionalen Debattenbeitrag die „Veränderung politischer Mehrheitsverhältnisse ohne Wählerentscheid“ und sagte an die Adresse der CDU/CSU, die er im Begriff sah, die Regierungsverantwortung zu übernehmen: „Wer Regierungsmacht auf dieser moralischen Grundlage aufbauen will, der baut auf Sand.“ Damit sprach er vor allem den seiner Ansicht nach charakterlosen Wechsel einiger FDP-Abgeordneter auf die Seite der CDU/CSU an. Nach einem Auftritt des ehemaligen Bundesaußenministers Gerhard Schröder sprach Bundeskanzler Willy Brandt und verteidigte noch einmal seine Politik der vergangenen zweieinhalb Jahre.
Von den (verbliebenen) Abgeordneten von SPD und FDP nahmen fast nur die Bundesminister an der Abstimmung teil. Damit sollten einerseits eventuell noch unerkannte „Abweichler“ in den Reihen von SPD und FDP von einer Stimmabgabe abgehalten werden, andererseits sollte eventuellen „Abweichlern“ innerhalb der CDU/CSU die Gegenstimme insofern erleichtert werden, als sie nicht die einzigen ein oder zwei Gegenstimmen abgaben. Der SPD-Abgeordnete Günther Müller, der gegen die Absprachen ebenfalls eine Stimme abgab, wurde später aus der SPD-Fraktion ausgeschlossen und wechselte zur CDU/CSU. Während der Auszählung durchgeführte Interviews mit Abgeordneten der Koalition wiesen darauf hin, dass selbst diese mit einem Sieg Barzels rechneten. Daher überraschte das Ergebnis allgemein: Rainer Barzel erhielt nur 247 von 260 abgegebenen Stimmen, zur absoluten Mehrheit hätte er die sicher geglaubten 249 Stimmen benötigt. Es gab zehn Neinstimmen und drei Enthaltungen. Damit war das erste konstruktive Misstrauensvotum in der Geschichte der Bundesrepublik gescheitert.
Schon bald nach der Abstimmung kamen Gerüchte über eine Bestechung auf. Im Juni 1973 gab der Bundestagsabgeordnete Julius Steiner zu, sich bei der Abstimmung enthalten zu haben, wofür er von Karl Wienand, damaliger Parlamentarischer Geschäftsführer der SPD-Bundestagsfraktion, 50.000 DM erhalten habe. Ein 1973 eingerichteter Untersuchungsausschuss endete ergebnislos, weil Wienand seine Beteiligung bestritt und der Ausschuss keiner Seite die Unwahrheit nachweisen konnte. Nach dem Ende der DDR stellte sich heraus, dass deren Ministerium für Staatssicherheit (MfS) an der Bestechung beteiligt war, weil, so Erich Honecker, eine Regierung Brandt „für uns alle angenehmer ist als eine Regierung unter Leitung von Barzel und Strauß“. Zwei Tage vor der Abstimmung hatte DDR-Chefunterhändler Michael Kohl Egon Bahr angeboten, von DDR-Seite Stimmen zur Rettung von Brandt zu kaufen, der aber ablehnte. Dennoch leitete die DDR die Bestechung unter dem Decknamen „Unternehmen Brandtschutz“ in die Wege. Brigitte Seebacher deutete in ihren Erinnerungen 2006 an, Steiner habe von Wienand und von der DDR kassiert. Außer ihm wurde auch Leo Wagner vom MfS mit 50.000 DM bestochen, was allerdings erst nach Öffnung der Archive der Stasi bekannt wurde durch die Rosenholz-Dateien.
Das trotz der Niederlage Barzels weiterhin bestehende Patt führte im Spätsommer 1972 schließlich zur Vertrauensfrage Willy Brandts, dessen geplanter Niederlage und Neuwahlen im November. Die SPD unter Brandt errang erstmals mehr Stimmen als die CDU/CSU, und die Koalition mit der FDP konnte fortgesetzt werden.

#### Helmut Kohl gegen Helmut Schmidt 1982

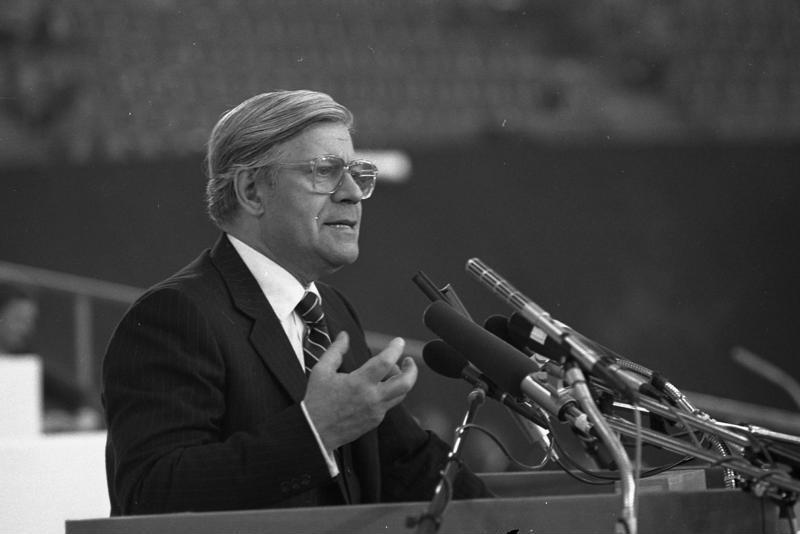
Helmut Schmidt, 1982 auf einem Parteitag der SPD

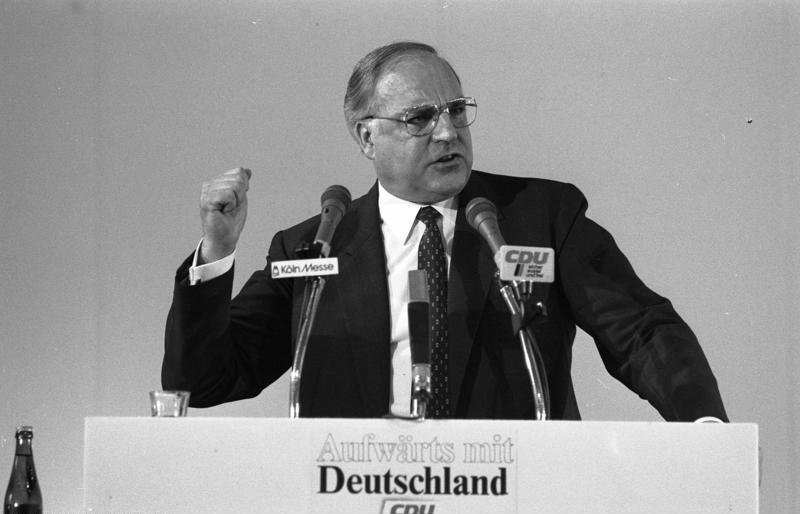
Helmut Kohl, 1983 auf dem Bundesparteitag der CDU nach dem Gewinn der Bundestagswahl

Helmut Schmidt hatte im Februar 1982 eine Vertrauensfrage deutlich gewonnen. Bis zum Sommer verschärften sich die Streitigkeiten innerhalb der SPD, vor allem über den NATO-Doppelbeschluss, und die politischen Unterschiede zur FDP. Der Konflikt über den Bundeshaushalt 1983 führte schließlich zum Bruch der seit dem 22. Oktober 1969 regierenden sozialliberalen Koalition: Der FDP-Wirtschaftsminister Otto Graf Lambsdorff verfasste auf Bitte des Bundeskanzlers ein „Konzept für eine Politik zur Überwindung der Wachstumsschwäche und zur Bekämpfung der Arbeitslosigkeit“, in dem er sich vielen wirtschaftspolitischen Forderungen der CDU/CSU anschloss. Die SPD und Bundeskanzler Helmut Schmidt fassten dieses Konzept als „Scheidungspapier“ auf. Am 17. September 1982 traten die vier FDP-Minister von ihren Ämtern zurück; sie kamen damit einer Entlassung durch Bundeskanzler Schmidt knapp zuvor. Schmidt führte zunächst eine SPD-Minderheitsregierung weiter; die FDP trat in Koalitionsverhandlungen mit der CDU/CSU ein, die schließlich zum konstruktiven Misstrauensvotum am 1. Oktober 1982 führten. Innerhalb der FDP gab es schwere Auseinandersetzungen. Einige ihrer Abgeordneten, die dem Wechsel ablehnend gegenüberstanden, unter ihnen FDP-Generalsekretär Günter Verheugen und Ingrid Matthäus-Maier, traten nach der Abstimmung aus der FDP aus und in die SPD ein. SPD-Politiker bezeichneten den Koalitionswechsel der FDP als „Verrat“. Der wenige Tage vor dem konstruktiven Misstrauensvotum endende Wahlkampf für die Landtagswahl in Hessen wurde sehr emotional und hart geführt: Die FDP erhielt nur 3,1 % der Stimmen (minus 3,5 Prozentpunkte) und scheiterte damit an der 5-Prozent-Hürde. Die CDU erreichte 52 von 110 Mandaten, also keine (von vielen erwartete) absolute Mehrheit der Mandate. Die SPD erhielt 49 Mandate und die Grünen 9 Mandate; Holger Börner bildete die erste rot-grüne Koalition in einem Bundesland (Kabinett Börner III).
Bundeskanzler Schmidt eröffnete die Bundestagsdebatte am Morgen des 1. Oktober 1982 und griff den FDP-Vorsitzenden Hans-Dietrich Genscher scharf an: „Ihre Handlungsweise ist zwar legal, aber sie hat keine innere, keine moralische Rechtfertigung.“ Nach Schmidt redete Rainer Barzel (CDU), der selbst zehn Jahre zuvor das konstruktive Misstrauensvotum verloren hatte und nun den vorliegenden Misstrauensantrag begründete. Er kritisierte Schmidt scharf und warf der SPD vor, ihren eigenen Bundeskanzler verraten zu haben. Der FDP-Fraktionsvorsitzende Wolfgang Mischnick sagte, Schmidt selbst habe die Koalition beendet; er sei enttäuscht, dass der Bundeskanzler seine eigene Handlungsweise als Verrat der FDP ‚verkauft‘ habe. In einer persönlichen Erklärung zur Abstimmung erklärte die FDP-Abgeordnete Hildegard Hamm-Brücher, mit dem konstruktiven Misstrauensvotum werde die „moralisch-sittliche Integrität“ von Machtwechseln beschädigt, woraufhin der CDU-Generalsekretär Heiner Geißler scharf protestierte und ausrief, ein verfassungsmäßiges Verfahren könne „niemals unmoralisch“ sein. Zum Schluss ergriff Helmut Kohl noch einmal das Wort und unterstützte Geißler in dieser Hinsicht.
Kohl gewann die Abstimmung mit 256 Ja-Stimmen bei 235 Nein-Stimmen, vier Enthaltungen und zwei nicht abgegebenen Stimmen. Das zweite konstruktive Misstrauensvotum in der Geschichte der Bundesrepublik war damit erfolgreich, auch wenn von den insgesamt 279 Abgeordneten von CDU/CSU und FDP mindestens 23 nicht für Kohl stimmten. Kohl wurde der sechste Bundeskanzler der Bundesrepublik Deutschland; das Kabinett Kohl I wurde am 4. Oktober 1982 vereidigt.
Trotz des Erfolges strebte Kohl in Absprache mit der FDP eine Neuwahl an. Nach der Vertrauensfrage im Dezember 1982 und der verfassungsrechtlich umstrittenen Auflösung des Bundestages im Januar 1983 durch Bundespräsident Karl Carstens fand am 6. März die Bundestagswahl 1983 statt.

## Deutsche Länderebene

### Baden-Württemberg
Die Verfassung des Landes Baden-Württemberg vom 11. November 1953 sieht in ihrem Art. 54 vor, dass der Landtag dem Ministerpräsidenten nur dadurch das Vertrauen entziehen kann, dass er mit der Mehrheit seiner Mitglieder einen Nachfolger wählt und dessen Regierung in der von der Verfassung regelmäßig vorgesehenen Weise vom Landtag bestätigt:
Der Landtag kann dem Ministerpräsidenten das Vertrauen nur dadurch entziehen, dass er mit der Mehrheit seiner Mitglieder einen Nachfolger wählt und die von diesem gebildete Regierung gemäß Artikel 46 Abs. 3 bestätigt. (Art. 54 Abs. 1)
Baden-Württemberg hat also ein dem Grundgesetz ähnliches konstruktives Misstrauensvotum, es kennt jedoch auch ein destruktives Misstrauensvotum gegen einzelne Minister:
Auf Beschluss von zwei Dritteln der Mitglieder des Landtags muss der Ministerpräsident ein Mitglied der Regierung entlassen. (Art. 56)

### Bayern
Die Verfassung des Freistaates Bayern vom 2. Dezember 1946 kennt weder ein formalisiertes Misstrauensvotum noch eine Vertrauensfrage des Ministerpräsidenten. Allerdings fordert sie in Art. 44: „[Der Ministerpräsident] muss vom Amt zurücktreten, wenn die politischen Verhältnisse ein vertrauensvolles Zusammenarbeiten zwischen ihm und dem Landtag unmöglich machen.“ (Abs. 3 Satz 2)
Diese Regelung klingt zwar wie ein destruktives Misstrauensvotum, ist es aber nicht: Der Ministerpräsident und die gesamte Staatsregierung bleiben geschäftsführend im Amt, bis ein Nachfolger gewählt ist – lediglich die Vertretung Bayerns nach außen geht auf den Landtagspräsidenten über, der allerdings in dieser Zeit nicht abberufen werden kann. (Art. 44 Abs. 3 Satz 4 und 5 BV)
Wenn innerhalb von vier Wochen nach dem Rücktritt kein neuer Ministerpräsident gewählt wird, dann muss der Landtagspräsident den Landtag auflösen. (Art. 44 Abs. 5 BV)

### Berlin
Die Verfassung von Berlin vom 23. November 1995 sah in ihrem Art. 57 zunächst ein destruktives Misstrauensvotum vor: Beschließt das Abgeordnetenhaus mit absoluter Mehrheit, einem Senatsmitglied oder dem Senat insgesamt das Vertrauen zu entziehen, so müssen die betroffenen Senatoren sofort zurücktreten. Wird allerdings nicht binnen 21 Tagen ein neuer Senat gewählt, so verliert das Misstrauensvotum seine Gültigkeit; die zuvor entlassenen Senatoren bleiben im Amt. 2006 ist die Verfassung dahingehend geändert worden, dass nur noch der Regierende Bürgermeister vom Abgeordnetenhaus abgewählt werden kann:
Das Abgeordnetenhaus kann dem Regierenden Bürgermeister das Vertrauen entziehen. (Abs. 2 Satz 1)
Der Beschluss über einen Mißtrauensantrag bedarf der Zustimmung der Mehrheit der gewählten Mitglieder des Abgeordnetenhauses. Bei Annahme eines Mißtrauensantrages hat der Regierende Bürgermeister sofort zurückzutreten. Das Mißtrauensvotum verliert seine Wirksamkeit, wenn nicht binnen 21 Tagen eine Neuwahl erfolgt ist. (Abs. 3)
Während des Berliner Bankenskandals 2001 kam die Große Koalition aus CDU und SPD unter dem Regierenden Bürgermeister Eberhard Diepgen in schwere Turbulenzen. Die SPD erklärte schließlich, dass sie aufgrund der maßgeblichen Verantwortung von CDU-Politikern wie dem Fraktionsvorsitzenden Klaus Landowsky für diesen Skandal die Große Koalition verlassen und Koalitions- bzw. Tolerierungsverhandlungen mit den Grünen und der PDS aufnehmen werde. Am 16. Juni 2001 wurde Eberhard Diepgen mit den CDU-Senatoren vom Abgeordnetenhaus abgewählt. Anschließend wählte das Parlament Klaus Wowereit zum Regierenden Bürgermeister einer Koalition aus SPD und Grünen unter PDS-Tolerierung. Die von Wowereit vorgeschlagenen Senatorkandidaten wurden am gleichen Tag ebenfalls gewählt, sodass das Misstrauensvotum seine Wirksamkeit behielt.

### Brandenburg
Die Verfassung des Landes Brandenburg vom 20. August 1992 stimmt in ihrem Art. 86 inhaltlich nahezu exakt mit der Fassung des Art. 67 GG überein:
Der Landtag kann dem Ministerpräsidenten das Misstrauen nur dadurch aussprechen, dass er mit den Stimmen der Mehrheit seiner Mitglieder einen Nachfolger wählt. (Abs. 1)

### Bremen
Die Landesverfassung der Freien Hansestadt Bremen vom 21. Oktober 1947 kennt eine ähnliche Regelung wie die Berliner Verfassung: Art. 110 der Verfassung sieht auch hier zunächst ein destruktives Misstrauensvotum vor, das allerdings erst rechtswirksam wird, wenn für das abgewählte ein neues Senatsmitglied gewählt wird. Da der Präsident des Senates vom Senat selbst gewählt wird, gibt es kein gesondertes Verfahren für die Abwahl des Präsidenten des Senates:
Der Beschluss auf Entziehung des Vertrauens kommt nur zustande, wenn die Mehrheit der gesetzlichen Mitgliederzahl zustimmt. Er wird für Senatoren rechtswirksam, wenn die Bürgerschaft einen neuen Senat oder ein neues Mitglied des Senats gewählt oder ein Gesetz beschlossen hat, durch das die Zahl der Mitglieder entsprechenden herabgesetzt wird. Satz 2 gilt nicht für die weiteren Mitglieder des Senats. (Abs. 3)
Vor dem verfassungsändernden Gesetz vom 1. Februar 2000 hatte dieser Absatz eine etwas andere Fassung:
Der Beschluss auf Entziehung des Vertrauens kommt nur zustande, wenn die Mehrheit der gesetzlichen Mitgliederzahl zustimmt. Er wird rechtswirksam, wenn die Bürgerschaft einen neuen Senat oder ein neues Mitglied des Senats gewählt oder ein Gesetz beschlossen hat, durch das die Zahl der Mitglieder entsprechend herabgesetzt wird.
Die Änderung ergab sich aus der mit diesem Gesetz beschlossenen Erweiterung des Senats um Staatsräte zusätzlich zu den eigentlichen Senatoren.

### Hamburg
Die Verfassung der Freien und Hansestadt Hamburg vom 6. Juni 1952 enthält in ihrem Art. 35 die Vorschriften über ein konstruktives Misstrauensvotum. Abweichend von den anderen Stadtstaaten Berlin und Bremen sieht er die gleichzeitige Abwahl des bisherigen und Neuwahl des Ersten Bürgermeisters vor. Mit der Abwahl des Ersten Bürgermeisters endet auch das Amt der übrigen Mitglieder des Senats. Diese Regelung wurde 1996 neu eingeführt und in der Fassung von 2001 ausdrücklich um die weiblichen Amtsbezeichnungen („Erste Bürgermeisterin“, „Nachfolgerin“) erweitert.
Die heutige Fassung lautet (Einfügungen von 2001 in eckigen Klammern):
Die Amtszeit [der Ersten Bürgermeisterin oder] des Ersten Bürgermeisters endet auch, wenn die Bürgerschaft [ihr oder] ihm das Vertrauen dadurch entzieht, dass sie mit der Mehrheit der gesetzlichen Mitgliederzahl [eine Nachfolgerin oder] einen Nachfolger wählt. (Abs. 3 Satz 1)
Bis 1996 konnte die Bürgerschaft sowohl einzelnen Senatoren (einschließlich der beiden Bürgermeister) als auch dem gesamten Senat das Vertrauen entziehen.
Die Bürgerschaft kann dem Senat oder einzelnen Senatoren das Vertrauen nur dadurch entziehen, dass sie mit der Mehrzahl ihrer gesetzlichen Mitgliederzahl den Senat oder einzelne Senatoren durch Neuwahl ersetzen. (Abs. 2 Satz 1 a.F.)
Bis zu dieser Verfassungsänderung wurden allerdings auch die Senatoren von der Bürgerschaft einzeln in den Senat gewählt, der wiederum unter sich den Ersten Bürgermeister bestimmte. Auch endete mit der Amtszeit des Ersten Bürgermeisters nicht die Amtszeit der anderen Senatoren.

### Hessen
Die Verfassung des Landes Hessen vom 1. Dezember 1946 kennt kein konstruktives Misstrauensvotum. Wird dem Ministerpräsidenten von der Mehrheit der Mitglieder des Landtages das Vertrauen entzogen oder die Vertrauensfrage nicht positiv beantwortet, so muss die Landesregierung zurücktreten (Art. 114). Wenn binnen zwölf Tagen kein neuer Ministerpräsident gewählt und seiner Regierung das Vertrauen ausgesprochen wird, ist der Landtag aufgelöst.
Der Landtag kann dem Ministerpräsidenten durch ausdrücklichen Beschluss sein Vertrauen entziehen oder durch Ablehnung eines Vertrauensantrages versagen. (Abs. 1)
Über die Vertrauensfrage muss namentlich abgestimmt werden. Ein für den Ministerpräsidenten ungünstiger Beschluss des Landtages bedarf der Zustimmung von mehr als der Hälfte der gesetzlichen Zahl seiner Mitglieder.
Kommt ein solcher Beschluss zustande, so muss der Ministerpräsident zurücktreten.
Spricht der Landtag nicht binnen zwölf Tagen einer neuen Regierung das Vertrauen aus, so ist er aufgelöst. (Abs. 3 bis 5)

### Mecklenburg-Vorpommern
Die Verfassung des Landes Mecklenburg-Vorpommern vom 23. Mai 1993 kennt das konstruktive Misstrauensvotum gegenüber dem Ministerpräsidenten in der Ausgestaltung des Grundgesetzes. Die entsprechenden Vorschriften sind in Art. 50 der Verfassung niedergelegt:
Das Amt des Ministerpräsidenten endet, wenn ihm der Landtag das Vertrauen entzieht. Der Landtag kann das Vertrauen nur dadurch entziehen, dass er mit der Mehrheit seiner Mitglieder einen Nachfolger wählt. (Abs. 2)

### Niedersachsen
Die Niedersächsische Verfassung vom 19. Mai 1993 enthält in ihrem Art. 32 eine dem Grundgesetz entsprechende Regelung für ein konstruktives Misstrauensvotum, besonders ist die sehr lange Frist von drei Wochen zwischen Antrag und Abstimmung:
(1) Der Landtag kann der Ministerpräsidentin oder dem Ministerpräsidenten das Vertrauen entziehen.
(2) Der Antrag kann nur von mindestens einem Drittel der Mitglieder des Landtages gestellt werden. Über den Antrag darf frühestens 21 Tage nach Schluss der Besprechung abgestimmt werden.
(3) Das Vertrauen kann nur dadurch entzogen werden, dass der Landtag mit der Mehrheit seiner Mitglieder eine Nachfolgerin oder einen Nachfolger wählt.
1988 scheiterte ein Misstrauensvotum Gerhard Schröders gegen Ministerpräsident Ernst Albrecht. Nach Art. 23 der Vorläufigen Niedersächsischen Verfassung vom 13. April 1951 konnte auch dieses Misstrauensvotum nur ein konstruktives sein. Der relevante Abs. 3 lautete:
Das Vertrauen kann nur dadurch entzogen werden, dass der Landtag mit der Mehrheit der Abgeordneten einen Nachfolger wählt.

### Nordrhein-Westfalen
Die Verfassung für das Land Nordrhein-Westfalen vom 28. Juni 1950 hat in ihrem Art. 61 den Wortlaut des Grundgesetzes nahezu exakt übernommen und enthält damit auch ein konstruktives Misstrauensvotum:
Der Landtag kann dem Ministerpräsidenten das Misstrauen nur dadurch aussprechen, dass er mit der Mehrheit der abgegebenen Stimmen einen Nachfolger wählt. (Abs. 1)
Am 20. Februar 1956 sprach der Landtag Ministerpräsident Karl Arnold, der zuvor eine Koalition aus CDU, FDP und Zentrum geführt hatte, das Misstrauen aus und wählte Fritz Steinhoff zum Ministerpräsidenten einer Koalition aus SPD, FDP und Zentrum. Für den Koalitionswechsel werden vornehmlich bundespolitische Gründe verantwortlich gemacht: Da die CDU mit der Einführung des Mehrheitswahlrechtes liebäugelte, das die FDP an den Rand ihrer Existenz gebracht hätte, sorgte die FDP mit ihrem Vorsitzenden Thomas Dehler dafür, dass die Bundesregierung nunmehr ihre Mehrheit im Bundesrat verlor. Die Krise führte zur Spaltung der FDP in den Dehler-treuen größeren Teil, der schließlich politisch überlebte, und die FVP, der nur eine kurze Existenz beschieden war.
Am 8. Dezember 1966 wurde Ministerpräsident Franz Meyers, der einer CDU-FDP-Koalition vorgestanden hatte, durch eine SPD-FDP-Koalition unter Führung von Heinz Kühn abgelöst. Die Landtagswahl im Juli 1966 hatte eine knappe 101:99-Mehrheit für CDU und FDP gegenüber der SPD gebracht: Meyers konnte somit seine Koalition zunächst fortführen. Nach der Entstehung der Großen Koalition auf Bundesebene mit der Wahl von Kurt Georg Kiesinger zum Bundeskanzler am 1. Dezember 1966 wurde – wie in Baden-Württemberg – ein Wechsel von einer schwarz-gelben zu einer Großen Koalition angestrebt. Die SPD-Fraktion lehnte einen solchen Wechsel aber ab, woraufhin die Parteispitze Koalitionsverhandlungen mit der FDP aufnahm, die zum erfolgreichen konstruktiven Misstrauensvotum führten.

### Rheinland-Pfalz
Die Verfassung für Rheinland-Pfalz vom 18. Mai 1947 hat ein ähnliches Verfahren wie die etwas früher entstandene hessische Verfassung: Nach Art. 99 kann der Landtag dem Ministerpräsidenten, der Landesregierung oder einem Minister das Vertrauen entziehen. Hat der Landtag der gesamten Landesregierung das Vertrauen entzogen, so muss er binnen vier Wochen einer neuen Regierung das Vertrauen aussprechen, ansonsten ist er aufgelöst. Art. 99 wurde im Jahr 1991 insofern geändert, als vorher dem Ministerpräsidenten das Vertrauen nicht entzogen werden konnte; dies war nur gegenüber der Landesregierung als ganzes oder einem Minister möglich. Die einschlägigen Vorschriften des Art. 99 lauten heute:
Der Ministerpräsident, die Landesregierung und die Minister bedürfen zu ihrer Amtsführung des Vertrauens des Landtags.
Sie müssen zurücktreten, wenn ihnen der Landtag mit der Mehrheit der gesetzlichen Mitgliederzahl das Vertrauen entzieht. (Abs. 1 und 2)
Falls der Landtag nicht innerhalb von 4 Wochen nach dem Beschluss, der Landesregierung das Vertrauen zu entziehen, einer neuen Regierung das Vertrauen ausspricht, ist er aufgelöst. (Abs. 5)
Vor 1991 lautete Abs. 1:
Die Landesregierung und die Minister bedürfen zu ihrer Amtsführung des Vertrauens des Landtags.
Bisher wurden vier Misstrauensvoten durchgeführt, die alle scheiterten: 1949 und 1952 gegen Ministerpräsident Peter Altmeier (CDU), am 30. August 2012 gegen Kurt Beck (SPD) und am 14. Juli 2016 gegen Malu Dreyer (SPD).

### Saarland
Die Verfassung des Saarlandes vom 15. Dezember 1947 kennt sowohl die Vertrauensfrage wie ein Misstrauensvotum. Wird der Landesregierung das Vertrauen entzogen, so muss der Landtag binnen vier Wochen „die Bildung einer von seinem Vertrauen getragenen Landesregierung“ ermöglichen, sonst ist er aufgelöst. Diese Vorschrift findet sich in Art. 69 (bis 1979: Art. 71) der Verfassung.
Art. 69 lautet heute:
Der Landtag ist aufgelöst, wenn er dies mit einer Mehrheit von zwei Dritteln seiner Mitglieder beschließt oder wenn er der Landesregierung das Vertrauen entzogen hat und nicht innerhalb von vier Wochen die Bildung einer von seinem Vertrauen getragenen Landesregierung ermöglicht.
Bis 1979 lautete der entsprechende Art. 71 Abs. 2:
Die Auflösung muß vom Präsidenten des Landtages vollzogen werden, wenn der Landtag der Landesregierung durch Beschluß das Vertrauen entzogen hat und nicht innerhalb von vier Wochen die Bildung einer von seinem Vertrauen getragene Regierung ermöglicht.
Der Vertrauensentzug selbst ist durch Art. 88 (bis 1979: Art. 90) der Verfassung geregelt. Er lautet heute:
(1) Die Mitglieder der Landesregierung bedürfen zu ihrer Amtsführung des Vertrauens des Landtages. Sie scheiden aus ihrem Amt, wenn ihnen der Landtag das Vertrauen entzieht.
(2) Das Vertrauen kann durch Ablehnung des Antrages, das Vertrauen auszusprechen (Vertrauensfrage), oder durch die ausdrückliche Erklärung des Misstrauens (Misstrauensvotum) entzogen werden. Der Beschluss, das Vertrauen zu entziehen, bedarf der Mehrheit der gesetzlichen Mitgliederzahl des Landtages. (Abs. 1 und 2 Satz 1 und 3)
Im Jahr 2001 ersetzten die Worte „Die Mitglieder der Landesregierung“ in Abs. 1 die Worte „Der Ministerpräsident und die Minister“.
Art. 90 Abs. 1 Satz 1 und 2 lautete vor 1979:
Der Ministerpräsident und die Minister bedürfen zu ihrer Amtsführung des Vertrauens des Landtages. Sie müssen zurücktreten, wenn ihnen der Landtag mit der Mehrheit der gesetzlichen Mitgliederzahl das Vertrauen entzieht.

### Sachsen und Sachsen-Anhalt
Die Verfassung des Freistaates Sachsen vom 27. Mai 1992 und die Verfassung des Landes Sachsen-Anhalt vom 16. Juli 1992 enthalten – wie die Verfassungen der anderen 1990 der Bundesrepublik beigetretenen Länder – nahezu wortgleiche Entsprechungen zur Vorschrift des Art. 67 GG: Auch hier wird dem Regierungschef, dem Ministerpräsidenten, das Vertrauen dadurch entzogen, dass gleichzeitig ein neuer Ministerpräsident gewählt wird. In Sachsen ergibt sich dies aus Art. 69, in Sachsen-Anhalt aus Art. 72 der Verfassung:
Der Landtag kann dem Ministerpräsidenten das Vertrauen nur dadurch entziehen, dass er mit der Mehrheit seiner Mitglieder einen Nachfolger wählt. (Verfassung des Freistaats Sachsen, Art. 69 Abs. 1)
Der Landtag kann dem Ministerpräsidenten das Misstrauen nur dadurch aussprechen, dass er mit der Mehrheit seiner Mitglieder einen Nachfolger wählt. (Verfassung des Landes Sachsen-Anhalt, Art. 72 Abs. 1)
Der scheinbare Unterschied, dass im einen Fall das Vertrauen entzogen, im anderen das Misstrauen ausgesprochen wird, hat wegen der Identität der Auswirkungen der beiden Verfassungsbestimmungen keine Konsequenzen.

### Schleswig-Holstein
Auch die Verfassung des Landes Schleswig-Holstein vom 13. Dezember 1949 in der Fassung des Gesetzes zur Änderung der Landessatzung für Schleswig-Holstein vom 13. Juni 1990 kennt das konstruktive Misstrauensvotum in der Form des Grundgesetzes (Art. 42):
Der Landtag kann der Ministerpräsidentin oder dem Ministerpräsidenten das Misstrauen nur dadurch aussprechen, dass er mit der Mehrheit seiner Mitglieder eine Nachfolgerin oder einen Nachfolger wählt.

### Thüringen
Die Verfassung des Freistaats Thüringen vom 25. Oktober 1993 enthält in ihrem Art. 73 eine der Formulierung des Grundgesetzes entsprechende Klausel für das konstruktive Misstrauensvotum:
Der Landtag kann dem Ministerpräsidenten das Misstrauen nur dadurch aussprechen, dass er mit der Mehrheit seiner Mitglieder einen Nachfolger wählt. (Satz 1)
Im Jahr 2021 kam es als Spätfolge der Regierungskrise in Thüringen 2020 zu einem konstitutiven Misstrauensvotum, bei dem die AfD ihren Fraktionsvorsitzenden Björn Höcke als Kandidaten zur Ablösung von Bodo Ramelow vorschlug, wie erwartet aber nicht über die Stimmen der eigenen Fraktion hinaus kam.

## Regelungen in anderen Staaten

### Österreich
In Österreich kann gemäß Art. 74 des Bundes-Verfassungsgesetzes (B-VG) ein destruktives Misstrauensvotum gegen die Bundesregierung insgesamt oder gegen einzelne Regierungsmitglieder ausgeübt werden (ähnlich wie in der Weimarer Republik). Das Votum ist für den Bundespräsidenten bindend. Am 27. Mai 2019 wurde als Folge der Ibiza-Affäre bei der Abstimmung über den 186. Misstrauensantrag seit 1945 das erste erfolgreiche Misstrauensvotum gegen eine Bundesregierung durchgesetzt.

### Schweiz
Die schweizerische Bundesverfassung sieht kein parlamentarisches Misstrauensvotum gegen einzelne Regierungsmitglieder oder gegen die Gesamtregierung vor. Die Vereinigte Bundesversammlung wählt den Bundesrat fest auf die Dauer der vierjährigen Legislaturperiode. Die einzige Möglichkeit liegt in der Nichtwiederwahl, was bisher äußerst selten vorkam und nur Ulrich Ochsenbein 1854, Jean-Jacques Challet-Venel 1872, Ruth Metzler 2003 und Christoph Blocher 2007 widerfuhr. Ein Misstrauensvotum passt nicht in eine Konkordanzdemokratie, in der sich nicht Regierungs- und Oppositionsparteien gegenüberstehen. Die größeren Parlamentsfraktionen sind alle in der Regierung vertreten. Diese kann sich aber keiner Mehrheit im Parlament sicher sein, sondern muss sich eine Mehrheit je nach Thema wieder neu suchen und scheitert dabei nicht selten. Jede Fraktion, die in der Regierung ist, ist also sowohl Regierungs- als auch Oppositionsfraktion, je nach Thema.
Die einzige Möglichkeit, Parlament und Regierung abberufen zu können, besteht mit der Volksinitiative auf Totalrevision der Bundesverfassung (Art. 138 BV), mit der eine Neuwahl der Bundesversammlung und des Bundesrates erzwungen werden kann.

### Frankreich
In der fünften französischen Republik sind Vertrauensfrage und Misstrauensvotum gegen den Premierminister durch die Nationalversammlung vorgesehen. So bestimmt die Verfassung der Fünften Französischen Republik in Titel V („Über die Beziehungen zwischen dem Parlament und der Regierung“):
Art. 50
Lorsque l’Assemblée Nationale adopte une motion de censure ou lorsqu’elle désapprouve le programme ou une déclaration de politique générale du Gouvernement, le Premier Ministre doit remettre au Président de la République la démission du Gouvernement.
Am 27. Mai 1992 scheiterte ein Votum gegen die Regierung Bérégovoy an drei Stimmen und am 12. Mai 2016 gegen die Regierung Valls an 42 Stimmen.

### Vereinigtes Königreich
Das House of Commons (Unterhaus) kann dem Premierminister durch ein Misstrauensvotum die Unterstützung entziehen. Auch kann das Unterhaus die mangelnde Unterstützung dadurch anzeigen, dass es bei einer Vertrauensfrage die Regierung scheitern lässt. Auch viele andere Beschlüsse können als eine Frage des Vertrauens des Unterhauses in die Regierung interpretiert werden. So zum Beispiel wichtige Gesetzesvorhaben, die Teil des Regierungsprogramms sind, oder der jährliche Staatshaushalt. Fallen diese durch, kann davon ausgegangen werden, dass die Regierung nicht mehr über die notwendige Unterstützung im Unterhaus verfügt. Traditionell sah sich ein Premierminister dann gezwungen, entweder zurückzutreten oder den Monarchen aufzufordern, das Parlament aufzulösen. Die Auflösung führt dann zu vorgezogenen Allgemeinen Wahlen. Die konstitutionelle Konvention im Westminster-System besagt, dass der Verlust eines Gesetzesvorhabens, bei dem es um Steuern geht (“Money Bill”), einer Erklärung des Misstrauens gleichkommt, da der Regierung ohne Steuereinnahmen die Hände gebunden sind.

### Spanien
Die vom Grundgesetz für die Bundesrepublik Deutschland beeinflusste spanische Verfassung von 1978 sieht ebenfalls ein konstruktives Misstrauensvotum vor. Der Ministerpräsident wird jedoch vom Kongress, der zweiten Parlamentskammer, formal nicht gewählt, sondern vom König ernannt, nachdem der Kongress dem Kandidaten das Vertrauen ausgesprochen hat. Daher nimmt das Misstrauensvotum hier die Form eines mit dem Misstrauensantrag obligatorisch zu verbindenden Vorschlags eines Nachfolgers an, an den der König bei Annahme des Antrags durch den Kongress gebunden ist.
Art. 113
(1) Der Kongress kann durch einen mit absoluter Mehrheit angenommenen Misstrauensantrag die Regierung politisch zur Verantwortung ziehen.
(2) Der Misstrauensantrag muss von mindestens einem Zehntel der Abgeordneten unterzeichnet werden und einen Kandidaten für das Amt des Ministerpräsidenten vorschlagen.
Art. 114
(2) Wenn der Kongress einen Misstrauensantrag annimmt, so reicht die Regierung beim König ihren Rücktritt ein. Der im Misstrauensantrag vorgeschlagene Kandidat hat von diesem Zeitpunkt an das Vertrauen der Kammer in allen in Artikel 99 festgelegten Punkten. Der König ernennt ihn zum Ministerpräsidenten.

### Vereinigte Staaten
In den Vereinigten Staaten von Amerika gab es bereits Misstrauensvoten des Kongresses, auch gegen einzelne Regierungsmitglieder. In präsidialen Regierungssystemen haben sie jedoch keine rechtliche Bindungswirkung und es liegt beim Präsidenten zu entscheiden, ob er dem Votum folgt oder sich widersetzt. Es gibt allerdings die Möglichkeit eines Amtsenthebungsverfahrens gegen den Präsidenten („Impeachment“), dies geht allerdings ausschließlich gegen kriminelles Verhalten, nicht gegen die Politik des Präsidenten.

## Durch Misstrauensvoten gestürzte Regierungschefs
Australien
- Arthur Fadden (1941)
- Malcolm Fraser (1975)

Kanada
- Sir John Macdonald (1873)
- Arthur Meighen (1926)
- John George Diefenbaker (1963)
- Pierre Trudeau (1974)
- Joe Clark (1979)

Dänemark
- Ludvig Holstein-Ledreborg (1909)
- Knud Kristensen (1947)

Deutschland
- Helmut Schmidt (1982)

Indien
- Atal Bihari Vajpayee (1999)

Israel
- Yitzhak Shamir

Italien
- Amintore Fanfani (1987)
- Romano Prodi

Japan
- Shigeru Yoshida (1948/Wahl 1949, Nachfolger: Shigeru Yoshida)
- Shigeru Yoshida (1953, Nachfolger: Shigeru Yoshida)
- Masayoshi Ōhira (1980, Erschöpfungstod im Wahlkampf, Nachfolger: Zenkō Suzuki)
- Kiichi Miyazawa (1993, Nachfolger: Morihiro Hosokawa)

Liechtenstein
- Leopold von Imhof (1918)

Montenegro
- Zdravko Krivokapić (2022)
- Dritan Abazović (2022)

Norwegen
- Christopher Hornsrud (1928)
- Einar Gerhardsen (1963)

Portugal
- Pedro Passos Coelho (2015)

Österreich
- Sebastian Kurz (2019)

Rumänien
- Vasilica Viorica Dăncilă (2019)
- Florin Cîțu (2021)

Slowakei
- Iveta Radičová (2011)
- Eduard Heger (2022)

Slowenien
- Janez Janša (2013)

Spanien
- Mariano Rajoy (2018)

Tschechien
- Mirek Topolánek (2009)

Ukraine
- Wiktor Juschtschenko (2001)
- Wiktor Janukowytsch (2004)
- Julija Tymoschenko (2010)

Vereinigtes Königreich
- Lord North
- Stanley Baldwin
- James Callaghan